# Beyond the Sun
Beyond the Sun è l'undicesimo album in studio del musicista statunitense Chris Isaak, pubblicato nel 2011.

## Il disco
Il disco contiene diversi brani che rendono omaggio agli artisti dell'etichetta discografica Sun Records, tra i quali Elvis Presley, Johnny Cash, Roy Orbison, Carl Perkins e Jerry Lee Lewis.

## Tracce
1. Ring of Fire (Johnny Cash, 1963)
2. Trying to Get to You (Elvis Presley, 1955)
3. I Forgot to Remember to Forget (Elvis Presley, 1955)
4. Great Balls of Fire (Jerry Lee Lewis, 1957)
5. Can't Help Falling in Love (Elvis Presley, 1961)
6. Dixie Fried (Carl Perkins, 1956)
7. How's the World Treating You (Elvis Presley, 1956)
8. It's Now or Never (Elvis Presley, 1960)
9. Miss Pearl (Jimmy Wages, 1957)
10. Live It Up (Chris Isaak original)
11. I Walk the Line (Johnny Cash, 1956)
12. So Long I'm Gone (Warren Smith, 1957)
13. She's Not You (Elvis Presley, 1962)
14. My Happiness (Elvis Presley, 1953)